# Saint-Léger-sous-Margerie
Saint-Léger-sous-Margerie é uma comuna francesa na região administrativa de Grande Leste, no departamento de Aube. Estende-se por uma área de 6,58 km². Em 2010 a comuna tinha 57 habitantes (densidade: 8,7 hab./km²).